# Ruggero Pasquarelli
Ruggero Pasquarelli (Pescara, 1993. szeptember 10. –) olasz énekes és színész, aki részt vett az X Factor olasz sorozatának negyedik évadjában. a Soy Lunában pedig Matteo Balsano szerepkörében vált híressé.

## Életrajza

### Fiatal évei
Ruggero Pasquarelli 1993. szeptember 10-én született Abruzzo Pescara városában. Szülei Bruno és Antonella Pasquarelli voltak. Pescara megye Città Sant'Angelo városában nőtt fel. Gyermekként gitározni tanult, és művészeti órákat vett. 2008. óta Pasquarelli énekórákra is járt, 2009 óta pedig tanult zongorán játszani. Középiskolai tanulmányait a pedagógiai gimnáziumban végezte, ahol a művészeti szakirányt választotta. Középiskolás évei alatt csatlakozott a helyi 565013 nevű rock csapathoz, mint énekes.

### X Factor
2010-ben, utolsó középiskolás évében Pasquarelli részt vett az olasz X Factor negyedik évadának meghallgatásán,. Ennek végén Mara Maionchi beválasztotta a „Fiuk” csapatába. A hetedik élő adásban Pasquarelli először végzett az utolsó két hely egyikén, s ekkor társa Cassandra Raffaele lett. Az utolsó szavazáson csak Raffaele bírója, Elio szavazott ellene, így végül megmenekült. A tizedik élő adásban is az utolsó kettő között fejezte be a versenyt. Pasquarelli nem szerepelhetett az utolsó műsorban, mert csak 17 éves volt, és az olasz törvények nem engedték, hogy fiatal korúak éjfél után fellépjenek. Ehelyett egy előre felvett előválogatói szereplését játszották le. A bírók szavazatában egyenlőség jött létre, így a közönség Nevruzt mentette meg, Pasquarelli pedig a hatodik helyen fejezte be a versenyt.
| X Factor 4. sorozat teljesítmény és eredmény | X Factor 4. sorozat teljesítmény és eredmény | X Factor 4. sorozat teljesítmény és eredmény | X Factor 4. sorozat teljesítmény és eredmény | X Factor 4. sorozat teljesítmény és eredmény |
| Epizód                                       | Téma                                         | Választott dal                               | Eredeti előadó                               | eredmény                                     |
| -------------------------------------------- | -------------------------------------------- | -------------------------------------------- | -------------------------------------------- | -------------------------------------------- |
| Meghallgatás                                 | A meghallgatott választása                   | "A me me piace o' blues"                     | Pino Daniele                                 | Tovább jutott                                |
| Meghallgatás                                 | A meghallgatott választása                   | "Isn't She Lovely"                           | Stevie Wonder                                | Tovább jutott                                |
| Tábor                                        | A meghallgatott választása                   | "Moondance"                                  | Van Morrison                                 | Tovább jutott                                |
| Hazalátogatás                                | A meghallgatott választása                   | "Home"                                       | Michael Bublé                                | Tovább jutott                                |
| 1. élő előadás                               | A mentor választása                          | "A me me piace o' blues"                     | Pino Daniele                                 | Megmenekült                                  |
| 2, élő előadás                               | A mentor választása                          | "The Great Pretender"                        | The Platters                                 | Megmenekült                                  |
| 3. élő előadás                               | A mentor választása                          | "Tu vuò fà l'americano"                      | Renato Carosone                              | Megmenekült                                  |
| 4. élő előadás                               | Number-one songs                             | "Per te"                                     | Jovanotti                                    | Megmenekült                                  |
| 5. élő előadás                               | A mentor választása                          | "Crazy Little Thing Called Love"             | Queen                                        | Megmenekült                                  |
| 6. élő adás                                  | 1980-as dance zene                           | "You're the First, the Last, My Everything"  | Barry White                                  | Megmenekült                                  |
| 7. Élő adás                                  | XXI. századi olasz sikerzenék                | "7000 caffè"                                 | Alex Britti                                  | Utolsó kettő                                 |
| 7. Élő adás                                  | Végőső fellépés                              | "A me me piace o' blues"                     | Pino Daniele                                 | A bírók megmentették                         |
| 7. Élő adás                                  | Végső előadás – a cappella ének              | "Honesty"                                    | Billy Joel                                   | A bírók megmentették                         |
| 8. élő adás                                  | Filmzene                                     | "Mambo Italiano"                             | Rosemary Clooney                             | Megmenekült                                  |
| 9. élő adás                                  | A mentpor döntése                            | "Crocodile Rock"                             | Elton John                                   | Biztonságban                                 |
| 10,. élő adás                                | Televíziós zene                              | "Dove sta Zazà"                              | Gabriella Ferri                              | Utolsó kettő                                 |
| 10,. élő adás                                | Végső előadás                                | "7000 caffè"                                 | Alex Britti                                  | A közönségszavazatokkal kiesett              |
| 10,. élő adás                                | Végső előadás – a cappella song              | "Isn't She Lovely"                           | Stevie Wonder                                | A közönségszavazatokkal kiesett              |

## Filmográfia
| Év        | Magyar cím | Eredeti cím                          | Szerep                                      | Megjegyzések                                                                 |
| --------- | ---------- | ------------------------------------ | ------------------------------------------- | ---------------------------------------------------------------------------- |
| 2010      |            | X Factor                             | Saját maga                                  | Versenyző                                                                    |
| 2011–2012 |            | In Tour                              | Tom                                         | Főszerep                                                                     |
| 2012–2015 | Violetta   | Violetta                             | Federico Paccini                            | mellékszereplő (1-2. évad) főszereplő (3. évad) magyar hangja Császár András |
| 2016–2018 | Soy Luna   | Soy Luna                             | Matteo Balsano                              | főszereplő magyar hangja Császár András                                      |
| 2019      |            | Argentina, tierra de amor y venganza | Víctor "Toro" de Leone / Giancarlo de Leone | Főszerep                                                                     |
| 2021      |            | In Tour                              | önmaga / Matteo Balsano                     | különkiadás                                                                  |